# Dasychone bairdi
Dasychone bairdi är en ringmaskart som beskrevs av McIntosh 1885. Dasychone bairdi ingår i släktet Dasychone och familjen Sabellidae. Inga underarter finns listade i Catalogue of Life.